# Montagne de Regagnas
La montagne de Regagnas est un relief de l'est des Bouches-du-Rhône et en partie à l'ouest du Var, d'une longueur de 6 km. Son point culminant est le Regagnas (715 m), à cheval sur les communes d'Auriol, La Bouilladisse et Trets.
La D 12 reliant Trets et Saint-Zacharie traverse cette montagne, notamment empruntée par bon nombre de cyclistes de la région. Le sommet de la route est atteint au pas de la Couelle (534 m), plus communément appelé « le petit Galibier », par les cyclistes, en référence au col du Galibier, souvent emprunté par le tour de France cycliste.
La végétation est relativement boisée. Côté varois, quelques traces d'un incendie subsistent.